# Georg Schweiger (Fußballspieler)
Georg Schweiger (* 9. Februar 1927) war ein Berliner Fußballtorwart. Von 1950 bis 1953 spielte er in der DDR-Oberliga, der höchsten Liga im DDR-Fußball.

## Sportliche Laufbahn
Zur Saison 1946/47 wurde in Berlin erstmals nach dem Kriegsende die Fußballmeisterschaft in der eingleisigen Stadtliga ausgetragen. Es beteiligten sich zwölf Sportgemeinschaften, unter ihnen die SG Lichtenberg-Nord mit ihrem 19-jährigen Torwart Georg Schweiger. Er spielte für die Lichtenberger, die ab 1948 als SC Lichtenberg 47 auftraten, bis 1951. In der Saison 1950/51 war der Sportclub in der DDR-Oberliga vertreten, nachdem der ostdeutsche Sportausschuss wegen der Einführung des Vertragsspielersystems in der bisher gesamtberliner Stadtliga die Ost-Berliner Mannschaften in den DDR-Spielbetrieb eingegliedert hatte. Bei Lichtenberg 47 war zunächst der vier Jahre ältere Günter Kruppa vorgesehen, er stand jedoch von Saisonbeginn an in Konkurrenz mit Schweiger, der zum Ende der Hinrunde mit Einsätzen bereits vorn lag. Als Kruppa danach zur SG Volkspolizei Berlin wechselte, hatte Schweiger seinen Stammplatz sicher und kam in den 17 Rückrundenspielen zwölfmal zum Einsatz.
Nachdem der SC Lichtenberg absteigen musste, wechselte Schweiger zur Spielzeit 1951/52 zum DDR-Oberligisten BSG Motor Oberschöneweide. Dort war er jedoch gegen Günter Lerch, der schon 1951 bei der BSG Motor zum Stammtorhüter aufgestiegen war, chancenlos und kam in der Oberliga lediglich in einem Spiel als Einwechsler zum Zuge. Auch in der Saison 1952/53 vertrat Schweiger Lerch nur in fünf Oberligaspielen.
Ab 1954/55 stand Georg Schweiger wieder bei Lichtenberg 47 im Tor. Die Lichtenberger, inzwischen zur Sportgemeinschaft herabgestuft, spielten mittlerweile in der drittklassigen Bezirksliga, schafften aber unter Mitwirkung von Schweiger den Aufstieg in die neu geschaffene drittklassigen II. DDR-Liga. Dort spielte die SG 47 auch noch 1957 (Kalenderjahrspielzeit), als Schweiger nach Abschluss der Saison vom Leistungssport zurücktrat.